# Водосховища Івано-Франківської області
Водосховища Івано-Франківської області — водосховища, які розташовані на території Закарпатської області (в адміністративних районах і басейнах річок).
На території Івано-Франківської області налічується — 3 водосховища, загальною площею понад — 1631 га, з повним об'ємом — 63,5 млн м³.

## Загальна характеристика
Територія Івано-Франківської області становить 13,9 тис. км² (2,4 % території України).
Вона розташована в басейні Дністра (65 % території області) і Прута (басейн Дунаю) — 35 %.
Гідрографічна мережа представлена великою річкою — Дністер (в межах області 206 км), середніми річками — притокою Дністра — р. Бистриця та притокою Дунаю — р. Прут (в межах області 167 км) з її притокою Черемош.
На території Івано-Франківської області функціонує 3 водосховища з повним об'ємом 63,5 млн м³, з яких 2 — з об'ємом понад 10 млн м³ (Бурштинське на р. Гнила Липа та Чечвинське на р. Чечва — басейн Дністра).
Бурштинське водосховище призначено, переважно, для охолодження турбін Бурштинської ТЕС і для технічного водопостачання виробничих процесів електростанції. Коливання рівнів води у водосховищі згідно технологічних норм допускається в межах ± 0,5 м від нормального підпірного рівня (НПР).
Чечвинське водосховище знаходиться на балансі Калуського ПрАТ «Лукор» і використовується виключно для технічного водопостачання виробничих процесів. Вода з водосховища подається самопливом по колектору до виробничих об'єктів ПрАТ. При підготовці до пропуску повеней і паводків рівні води не понижуються нижче НПР.
Княгиницьке водосховище наливного типу на р. Свірж використовується для риборозведення. Рівні води підтримуються в межах близьких до НПР.

## Наявність водосховищ (вдсх) у межах адміністративно-територіальних районів Івано-Франківської області[1]
| Район, місто    | Кількість вдсх, шт. | Площа вдсх, га | Об'єм вдсх — повний, млн м³ | Об'єм вдсх — корисний, млн м³ | В оренді, шт. | В оренді, га |
| --------------- | ------------------- | -------------- | --------------------------- | ----------------------------- | ------------- | ------------ |
| Богородчанський | -*                  | -              | -                           | -                             | -             | -            |
| Верховинський   | -                   | -              | -                           | -                             | -             | -            |
| Галицький       | 1                   | 1260           | 49,9                        | 6,3                           | -**           | -            |
| Городенківський | -                   | -              | -                           | -                             | -             | -            |
| Долинський      | -                   | -              | -                           | -                             | -             | -            |
| Калуський       | -                   | -              | -                           | -                             | -             | -            |
| Коломийський    | -                   | -              | -                           | -                             | -             | -            |
| Косівський      | -                   | -              | -                           | -                             | -             | -            |
| Надвірнянський  | -                   | -              | -                           | -                             | -             | -            |
| Рогатинський    | 1                   | 143            | 1,5                         | 1,5                           | -             | -            |
| Рожнятівський   | 1                   | 228            | 12,1                        | 7,6                           | -             | -            |
| Снятинський     | -                   | -              | -                           | -                             | -             | -            |
| Тисменицький    | -                   | -              | -                           | -                             | -             | -            |
| Тлумацький      | -                   | -              | -                           | -                             | -             | -            |
| Разом           | 3                   | 1631           | 63,5                        | 15,4                          | -             | -            |

Примітки: -* — немає водосховищ на території району;
-* — немає водосховищ, переданих в оренду.
В оренді водосховищ на території Івано-Франківської області немає.

## Наявність водосховищ (вдсх) у межах основнихрайонів річкових басейнівна території Івано-Франківської області[1]
| Район річкового басейну | Кількість вдсх, шт. | Площа вдсх, га | Об'єм вдсх — повний, млн м³ | Об'єм вдсх — корисний, млн м³ | В оренді, шт. | В оренді, га |
| ----------------------- | ------------------- | -------------- | --------------------------- | ----------------------------- | ------------- | ------------ |
| Дністра, у тому числі   | 3                   | 1631           | 63,5                        | 15,4                          | -*            | -            |
| р. Лімниця              | 1                   | 228            | 12,1                        | 7,6                           | -             | -            |
| Разом                   | 3                   | 1631           | 63,5                        | 15,4                          | -             | -            |

Примітки: -* — немає водосховищ, переданих в оренду.
В межах району річкового басейну Дністра розташовано 100 % водосховищ Івано-Франківської області.

## Наявність водосховищ (вдсх) об'ємом понад 10млн м³ на території Івано-Франківської області[1]
| Назва водосховища, річки (басейну)                  | Місцезнаходження вдсх (населений пункт, район) | Площа вдсх, га | Об'єм вдсх — повний, млн м³ | Об'єм вдсх — корисний, млн м³ |
| --------------------------------------------------- | ---------------------------------------------- | -------------- | --------------------------- | ----------------------------- |
| Бурштинське вдсх, р. Гнила Липа (р. Дністер)        | смт Бурштин, Галицький                         | 1260           | 49,9                        | 6,3                           |
| Чечвинське вдсх, р. Чечва (р. Лімниця, р. Дністер)* | смт Рожнятів, Рожнятівський                    | 228            | 12,1                        | 7,6                           |

Примітка: * — у дужках наведено послідовність впадіння річки, на якій розташовано водосховище, у головну річку.